# Antti Haapakoski
Antti Ensio Haapakoski (Kalajoki, 6 de fevereiro de 1971) é um atleta de 100 metros com barreiras finlandês.